# Hexatoma (Eriocera) ruficauda
Hexatoma (Eriocera) ruficauda is een tweevleugelige uit de familie steltmuggen (Limoniidae). De soort komt voor in het Oriëntaals gebied.